# Johann Wilhelm Stucki

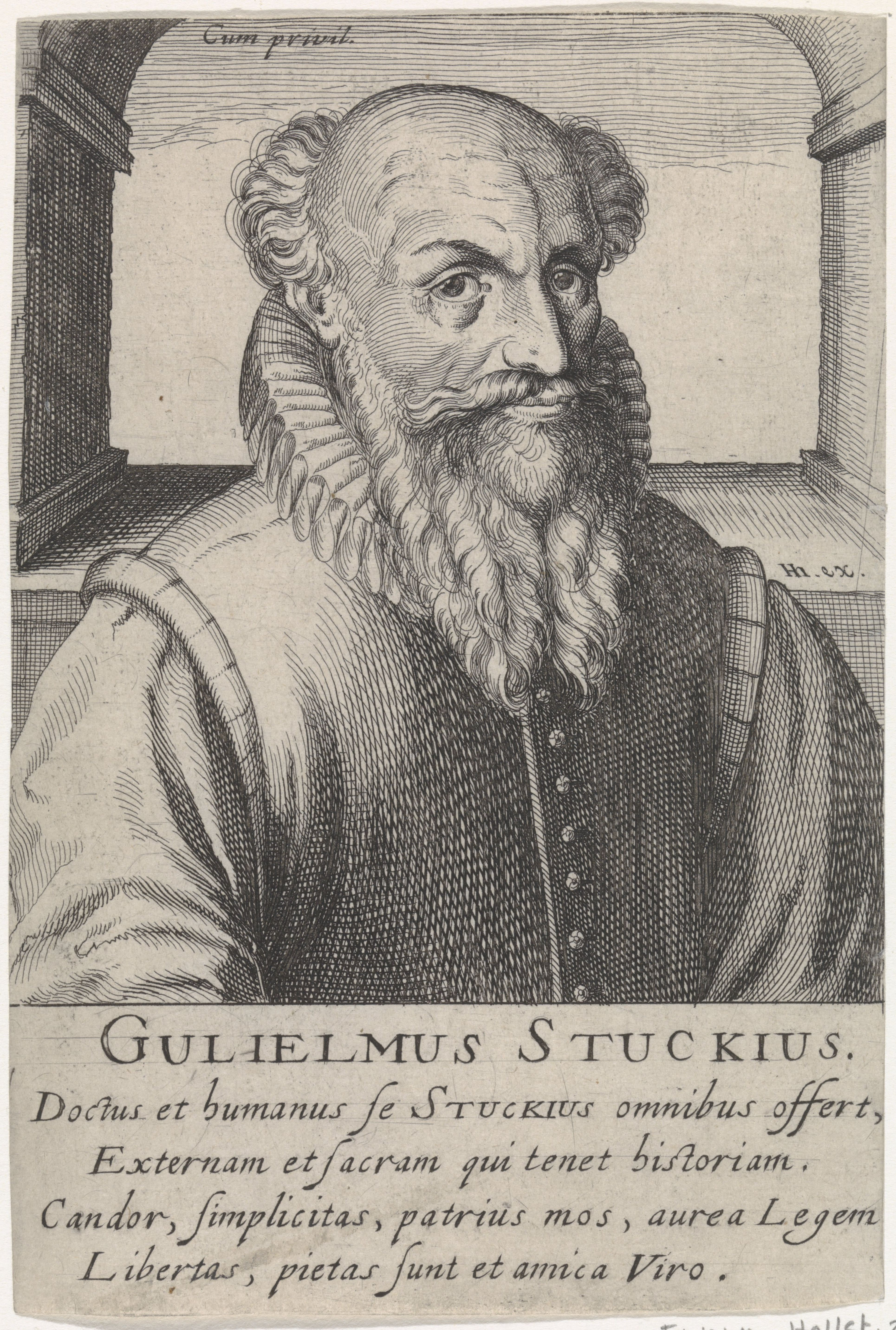
Johann Wilhelm Stucki (Druck aus der Porträtserie berühmter Reformer von Hendrik Hondius aus dem Jahr 1599.)

Johann Wilhelm Stucki (* 21. Mai 1542 im Kloster Töss bei Winterthur; † 3. September 1607 in Zürich) war ein Schweizer evangelischer Theologe, Philologe und Hochschullehrer.

## Leben

### Familie
Johann Wilhelm Stucki entstammte einer alten und angesehenen Zürcher Patrizierfamilie. Er war der Sohn von Hans Rudolf Stucki (* 9. Februar 1507 in Zürich), der im Auftrag des Zürcher Rates als Vogt die Güter des Klosters Töss verwaltete, und dessen zweiter Ehefrau Martha, Tochter des Besitzers des Schlosses Laufen und Gerichtsherrn zu Osterfingen, Wilhelm von Fulach. Im Alter von sechs Monaten wurde er zur weiteren Erziehung an die Schwester seiner Mutter, Ursula von Fulach, nach Basel gegeben.
Sein Neffe war der Theologe und Professor Johann Rudolf Stucki und sein Vetter war Melchior Goldast, den er tatkräftig bei dessen Studium unterstützte und auch später noch förderte.
Er war viermal verheiratet:
- Erste Ehe: 1568 mit Elisabetha (* 1544 in Zürich; † vor 1577), Tochter des Ratsherrn Jakob Röist (1523–1573);
- Zweite Ehe: 1577 mit Maria, Tochter von Hans Stockar;
- Dritte Ehe: 1593 mit Katharina, Tochter des Stadtphysikus Benedikt Burgauer;
- Vierte Ehe: 1595 mit Maria Magdalena von Oftringen.

Vier Söhne und drei Töchter überlebten ihn.

### Ausbildung
Im Alter von acht Jahren kam er 1550 zur weiteren Ausbildung nach Zürich zu Ludwig Lavater, der mit einer Tochter von Heinrich Bullinger verheiratet war. Er besuchte die Lateinschule am Fraumünster unter dem Rektor Johannes Fries und den Lehrern Conrad Gessner, Rudolfus Collinus und Samuel Pellicanus (1527–1564), ein Sohn von Konrad Pellikan.
1557 wurde er von seinen Eltern an die neu gegründete Akademie Lausanne gesandt und studierte dort die lateinische, griechische und französische Sprache. Seine dortigen Lehrer waren Johannes Randonus und Franciscus Beraldus; er studierte dort unter anderem gemeinsam mit dem Schotten Peter Young, der später nach dem Tod von George Buchanan die Erziehung des schottischen Königs Jakob VI., des Sohnes von Maria Stuart, übernahm; Peter Young war der Vater des Gräzisten Patrick Young.
Nach Beendigung der Akademie wurde er 1559 in die Schweiz zurückgerufen, ging nach Freiburg im Breisgau, um Glarean zu treffen, und reiste von dort nach Strassburg an das Gymnasium Schola Argentoratensis (Strassburger Schule) – das heutige Jean-Sturm-Gymnasium (Gymnase Jean Sturm), das vom Rektor Johannes Sturm geführt wurde; während seines Aufenthaltes wohnte er im Haus von Franciscus Hotomanus, den er in der Vorrede seiner Schrift Descriptio sacrorum gentilium ehrte, indem er betonte, wie wichtig und nachhaltig dessen Anregungen und Förderungen für seine Studien gewesen seien.
Von Strassburg ging er auf Anregung Bullingers und weiterer Zürcher Gelehrter an das Collège de France in Paris und studierte bei Adrien Turnèbe, Denis Lambin, Jean Dorat, dazu Hebräisch bei Jean Mercier (1510–1570), Jean Cinquarbres (1514–1587) sowie Dialektik und Mathematik unter anderem bei Petrus Ramus. Der Zeitpunkt seines Aufenthaltes in Paris ist allerdings unbekannt, er selbst gibt in seiner Vorrede zu Antiquitates Convivialium an, es sei vor Ausbruch des Ersten Hugenottenkrieges, also vor 1562, gewesen.

### Werdegang
Er hielt sich 1561 in Poissy auf, als dort im September ein Religionsgespräch eröffnet wurde, auf dem katholische und reformierte Theologen fünf Wochen lang erfolglos eine Verständigung der beiden Bekenntnisse bezüglich der Lehren vom Abendmahl und von der Kirche herbeizuführen bestrebt waren. Auf protestantischer Seite vertraten neben Theodor Beza aus Genf der ehemalige florentinische Augustinermönch Petrus Vermilius, gewöhnlich Petrus Martyr genannt, ihre Positionen; Johann Wilhelm Stucki wurde, gemäss dem Rat und Presbyterium von Zürich, Martyr als Sekretär und Dolmetscher beigestellt und unterstützte diesen während des Kolloquiums.
Nach Beendigung des Religionsgesprächs blieb Johann Wilhelm Stucki in Frankreich und war als Lehrer der Söhne eines französischen Prinzen tätig. In dieser Aufgabe lernte er Philippe Duplessis-Mornay, den späteren Berater Heinrichs IV., kennen, der sein Freund und Gönner wurde.
1564 hielt er sich mit seinem Jugendfreund Johann Jakob Grynaeus an der Universität Tübingen auf und besuchte unter anderem die Vorlesungen der Philologen Martin Crusius und Georg Hitzler, des Ethikers Samuel Heiland, des Physikers Georg Liebler und vor allem die des philosophischen Mediziners Jakob Degen.
Von Tübingen ging er über Zürich und Genf, noch vor Beginn des Zweiten Hugenottenkrieges 1567, zum zweiten Mal nach Paris; von da aus reiste er weiter nach Italien, um an der Universität Padua den Rechtsgelehrten Guido Panciroli (1523–1599) zu hören und beim jüdischen Rabbiner Meir Katzenellenbogen die chaldäische und syrische Sprache zu erlernen.
Nach einem Jahr kehrte er 1569 aus Italien in die Schweiz zurück und übernahm an dem von Huldrych Zwingli gegründetem theologisch-humanistischen Institut Collegium Carolinum in Zürich die Vertretung des altersschwachen Professors der Logik und Rhetorik Johann Jakob Ammann; bereits 1572 wurde er zum Professor der Theologie des Alten Testaments ernannt und übte das Amt bis zu seinem Tod aus. Mit seiner Ernennung zum Professor war auch seine Berufung zum Chorherrn am Grossmünster verbunden.
In den Jahren 1576 bis 1578 und 1584 wurde er zum Scholarchen des Collegium Carolinum gewählt.
Einer seiner Schüler war Kaspar Waser, den er als Sekretär an den Theologen Markus Bäumler nach Worms vermitteln konnte.
Er pflegte eine Freundschaft mit Johann I. von Pfalz-Zweibrücken, der eine reformatorische Glaubensauffassung hatte, und stand auch in Kontakt mit dem Theologen Girolamo Zanchi sowie im Briefwechsel mit Johann Konrad Ulmer.
In numismatischen Fragen tauschte er sich als Münzsammler unter anderem mit Johann Jakob Rüeger aus.
Nach seinem Tod wurde Markus Bäumler sein Nachfolger.

### Theologisches und schriftstellerisches Wirken
Als Theologe gehörte Johann Wilhelm Stucki der calvinistischen Richtung an. Diesen Standpunkt vertrat er unter anderem 1588 als Mitglied der Synode in Bern, die den Burgdorfer Pfarrer Samuel Huber  verurteilte, weil dieser die absolute Prädestinationslehre angegriffen und behauptet hatte, dass alle Menschen von Gott durch Christum zur Seligkeit erwählt seien.
Er verfasste Viten von Johannes Wolf, Josias Simler, Heinrich Bullinger und Ludwig Lavater, dazu beschäftigte er sich in seiner Schrift Antiquitatum convivialium libri III 1597 mit der Kulturgeschichte der Antike.

## Schriften (Auswahl)
- Scholia in Arriani Ponti Euxini et maris Erythraei periplum. Genf 1577.
- Antiquitates Convivialium. Tiguri Froschauer 1582.
- Orationes duae, una de munere ecclesiastico, altera de concordia. Tiguri 1592.
- Carolus Magnus rediuiuus, hoc est, Caroli Magni Germanorum, Gallorum, Italorum, et aliarum gentium monarchae potentissimi, cum Henrico M. Gallorum & Nauarrorum rege florentissimo comparatio vtriusque regis historiam breuiter complectens, quam regum & principum speculum possis appellare. Auctore Io. Guilielmo Stuckio Tigurino. Zürich 1592.
- De angelis angelicoque hominum praesidio atque custodia meditatio. Tiguris 1595.
- Descriptio sacrorum gentilium. Tiguri, 1598.
- Irene Gallica. Zürich 1601.